# Mattino d'estate sull'Adige
Mattino d'estate sull'Adige è un dipinto di Guido Farina. Conosciuto anche come Lungo Adige a Verona ed eseguito nel 1925, appartiene alle collezioni d'arte della Fondazione Cariplo.

## Descrizione
Si tratta di una veduta veronese caratterizzata da quegli aspetti considerati peculiari delle opere di Farina della metà degli anni venti: solidità formale, nitidezza cromatica e brillantezza luministica.

## Storia
Si tratta di uno dei primi acquisti artistici della Fondazione Cariplo, effettuato nel 1926 alla I mostra del Novecento italiano allestita presso il Palazzo della Permanente a Milano. Fu inoltre esposto ad una retrospettiva milanese su Farina tenuta a Milano nel 1992.